# Alfons el Bataller
Alfons el Bataller   (Regne d'Aragó, 1073 - Poleñino, 7 de setembre de 1134 (Gregorià)) o Alfons I d'Aragó, nascut Alfons Sanxes, fou rei d'Aragó i Pamplona, comte de Ribagorça i de Sobrarb (1104-1134) i rei consort de Castella (1109-1114). El sobrenom li venia per les nombroses campanyes contra els musulmans que li permeteren expandir Aragó cap al sud a través de la vall de l'Ebre.

## Orígens familiars
Fill segon del rei Sanç I d'Aragó i Pamplona i de la seva segona muller, Felicia de Roucy. Fou el germanastre del rei Pere I d'Aragó, a qui va succeir, i del futur rei Ramir el Monjo, qui el va succeir per voluntat de la noblesa aragonesa.
|  |                               |  |  |  |  |  |  |  |  |  |  |  |  |  |  |  |
|  | 16. Garcia II de Pamplona     |  |  |  |  |  |  |  |  |  |  |  |  |  |  |  |
|  |                               |  |  |  |  |  |  |  |  |  |  |  |  |  |  |  |
|  |                               |  |  |  |  |  |  |  |  |  |  |  |  |  |  |  |
|  | 8. Sanç III de Pamplona       |  |  |  |  |  |  |  |  |  |  |  |  |  |  |  |
|  |                               |  |  |  |  |  |  |  |  |  |  |  |  |  |  |  |
|  |                               |  |  |  |  |  |  |  |  |  |  |  |  |  |  |  |
|  | 17. Ximena Fernández          |  |  |  |  |  |  |  |  |  |  |  |  |  |  |  |
|  |                               |  |  |  |  |  |  |  |  |  |  |  |  |  |  |  |
|  |                               |  |  |  |  |  |  |  |  |  |  |  |  |  |  |  |
|  | 4. Ramir I d'Aragó            |  |  |  |  |  |  |  |  |  |  |  |  |  |  |  |
|  |                               |  |  |  |  |  |  |  |  |  |  |  |  |  |  |  |
|  |                               |  |  |  |  |  |  |  |  |  |  |  |  |  |  |  |
|  | 18. ?                         |  |  |  |  |  |  |  |  |  |  |  |  |  |  |  |
|  |                               |  |  |  |  |  |  |  |  |  |  |  |  |  |  |  |
|  |                               |  |  |  |  |  |  |  |  |  |  |  |  |  |  |  |
|  | 9. Sança d'Aybar              |  |  |  |  |  |  |  |  |  |  |  |  |  |  |  |
|  |                               |  |  |  |  |  |  |  |  |  |  |  |  |  |  |  |
|  |                               |  |  |  |  |  |  |  |  |  |  |  |  |  |  |  |
|  | 19. ?                         |  |  |  |  |  |  |  |  |  |  |  |  |  |  |  |
|  |                               |  |  |  |  |  |  |  |  |  |  |  |  |  |  |  |
|  |                               |  |  |  |  |  |  |  |  |  |  |  |  |  |  |  |
|  | 2. Sanç I d'Aragó             |  |  |  |  |  |  |  |  |  |  |  |  |  |  |  |
|  |                               |  |  |  |  |  |  |  |  |  |  |  |  |  |  |  |
|  |                               |  |  |  |  |  |  |  |  |  |  |  |  |  |  |  |
|  | 20. Roger I de Carcassona     |  |  |  |  |  |  |  |  |  |  |  |  |  |  |  |
|  |                               |  |  |  |  |  |  |  |  |  |  |  |  |  |  |  |
|  |                               |  |  |  |  |  |  |  |  |  |  |  |  |  |  |  |
|  | 10. Bernat I de Foix          |  |  |  |  |  |  |  |  |  |  |  |  |  |  |  |
|  |                               |  |  |  |  |  |  |  |  |  |  |  |  |  |  |  |
|  |                               |  |  |  |  |  |  |  |  |  |  |  |  |  |  |  |
|  | 21. Adelaida de Gavaldà       |  |  |  |  |  |  |  |  |  |  |  |  |  |  |  |
|  |                               |  |  |  |  |  |  |  |  |  |  |  |  |  |  |  |
|  |                               |  |  |  |  |  |  |  |  |  |  |  |  |  |  |  |
|  | 5. Ermessenda de Bigorra      |  |  |  |  |  |  |  |  |  |  |  |  |  |  |  |
|  |                               |  |  |  |  |  |  |  |  |  |  |  |  |  |  |  |
|  |                               |  |  |  |  |  |  |  |  |  |  |  |  |  |  |  |
|  | 22. ?                         |  |  |  |  |  |  |  |  |  |  |  |  |  |  |  |
|  |                               |  |  |  |  |  |  |  |  |  |  |  |  |  |  |  |
|  |                               |  |  |  |  |  |  |  |  |  |  |  |  |  |  |  |
|  | 11. Garsenda de Bigorra       |  |  |  |  |  |  |  |  |  |  |  |  |  |  |  |
|  |                               |  |  |  |  |  |  |  |  |  |  |  |  |  |  |  |
|  |                               |  |  |  |  |  |  |  |  |  |  |  |  |  |  |  |
|  | 23. ?                         |  |  |  |  |  |  |  |  |  |  |  |  |  |  |  |
|  |                               |  |  |  |  |  |  |  |  |  |  |  |  |  |  |  |
|  |                               |  |  |  |  |  |  |  |  |  |  |  |  |  |  |  |
|  | 1. Alfons I d'Aragó           |  |  |  |  |  |  |  |  |  |  |  |  |  |  |  |
|  |                               |  |  |  |  |  |  |  |  |  |  |  |  |  |  |  |
|  |                               |  |  |  |  |  |  |  |  |  |  |  |  |  |  |  |
|  | 24. Hilduin II de Montdidier  |  |  |  |  |  |  |  |  |  |  |  |  |  |  |  |
|  |                               |  |  |  |  |  |  |  |  |  |  |  |  |  |  |  |
|  |                               |  |  |  |  |  |  |  |  |  |  |  |  |  |  |  |
|  | 12. Hilduin III de Montdidier |  |  |  |  |  |  |  |  |  |  |  |  |  |  |  |
|  |                               |  |  |  |  |  |  |  |  |  |  |  |  |  |  |  |
|  |                               |  |  |  |  |  |  |  |  |  |  |  |  |  |  |  |
|  | 25. Helvide de Laon           |  |  |  |  |  |  |  |  |  |  |  |  |  |  |  |
|  |                               |  |  |  |  |  |  |  |  |  |  |  |  |  |  |  |
|  |                               |  |  |  |  |  |  |  |  |  |  |  |  |  |  |  |
|  | 6. Hilduin IV de Montdidier   |  |  |  |  |  |  |  |  |  |  |  |  |  |  |  |
|  |                               |  |  |  |  |  |  |  |  |  |  |  |  |  |  |  |
|  |                               |  |  |  |  |  |  |  |  |  |  |  |  |  |  |  |
|  | 26. ?                         |  |  |  |  |  |  |  |  |  |  |  |  |  |  |  |
|  |                               |  |  |  |  |  |  |  |  |  |  |  |  |  |  |  |
|  |                               |  |  |  |  |  |  |  |  |  |  |  |  |  |  |  |
|  | 13. ?                         |  |  |  |  |  |  |  |  |  |  |  |  |  |  |  |
|  |                               |  |  |  |  |  |  |  |  |  |  |  |  |  |  |  |
|  |                               |  |  |  |  |  |  |  |  |  |  |  |  |  |  |  |
|  | 27. ?                         |  |  |  |  |  |  |  |  |  |  |  |  |  |  |  |
|  |                               |  |  |  |  |  |  |  |  |  |  |  |  |  |  |  |
|  |                               |  |  |  |  |  |  |  |  |  |  |  |  |  |  |  |
|  | 3. Felícia de Roucy           |  |  |  |  |  |  |  |  |  |  |  |  |  |  |  |
|  |                               |  |  |  |  |  |  |  |  |  |  |  |  |  |  |  |
|  |                               |  |  |  |  |  |  |  |  |  |  |  |  |  |  |  |
|  | 28. Gilbert de Roucy          |  |  |  |  |  |  |  |  |  |  |  |  |  |  |  |
|  |                               |  |  |  |  |  |  |  |  |  |  |  |  |  |  |  |
|  |                               |  |  |  |  |  |  |  |  |  |  |  |  |  |  |  |
|  | 14. Ebles de Roucy            |  |  |  |  |  |  |  |  |  |  |  |  |  |  |  |
|  |                               |  |  |  |  |  |  |  |  |  |  |  |  |  |  |  |
|  |                               |  |  |  |  |  |  |  |  |  |  |  |  |  |  |  |
|  | 29. ?                         |  |  |  |  |  |  |  |  |  |  |  |  |  |  |  |
|  |                               |  |  |  |  |  |  |  |  |  |  |  |  |  |  |  |
|  |                               |  |  |  |  |  |  |  |  |  |  |  |  |  |  |  |
|  | 7. Alícia Adela de Roucy      |  |  |  |  |  |  |  |  |  |  |  |  |  |  |  |
|  |                               |  |  |  |  |  |  |  |  |  |  |  |  |  |  |  |
|  |                               |  |  |  |  |  |  |  |  |  |  |  |  |  |  |  |
|  | 30. Regnier IV de Mons        |  |  |  |  |  |  |  |  |  |  |  |  |  |  |  |
|  |                               |  |  |  |  |  |  |  |  |  |  |  |  |  |  |  |
|  |                               |  |  |  |  |  |  |  |  |  |  |  |  |  |  |  |
|  | 15. Beatriu de Mons           |  |  |  |  |  |  |  |  |  |  |  |  |  |  |  |
|  |                               |  |  |  |  |  |  |  |  |  |  |  |  |  |  |  |
|  |                               |  |  |  |  |  |  |  |  |  |  |  |  |  |  |  |
|  | 31. Hedwig Capet              |  |  |  |  |  |  |  |  |  |  |  |  |  |  |  |
|  |                               |  |  |  |  |  |  |  |  |  |  |  |  |  |  |  |
|  |                               |  |  |  |  |  |  |  |  |  |  |  |  |  |  |  |

## Joventut
Els seus primers anys els va passar en el monestir de Siresa, formant-se en "lletres" i art militar.
Regnant el seu pare va participar en la presa d'Osca per la batalla d'Alcoraz del 1096 i en l'expedició d'ajuda a Rodrigo Díaz de Vivar en terres valencianes contra els almoràvits. Durant el regnat de Pere I va destacar com a militar, valent i bon estrateg, dirigint bé l'exèrcit i anant al capdavant.

## Ascens al tron
Alfons no estava destinat a ser rei, ja que era el segon fill del seu pare Sanç I d'Aragó i Pamplona, però una sèrie de fets van fer que morissin, primer el seu pare el 1094 i després el 1104 Pere I, el fill primogènit. Al seu torn Pere I s'havia quedat sense hereus al morir abans que ell els seus dos fills. Així doncs el 1104 fou nomenat hereu dels títols del seu germà.

## Campanyes contra els almoràvits
Va conquistar a l'Emirat de Saraqusta Ejea i Tauste i va consolidar les posicions del Castellar i Juslibol el 1105; a la batalla de Valtierra de 1110, va vencer l'emir Ahmed II Ibn Yusuf al-Mustain que hi morí, la qual cosa precedí la liquidació de l'emirat i el seu pas a mans almoràvits, el mateix any. El desembre de 1117 va conquerir Morella, i Alcanyís i Calanda a principis de 1118 per tallar les comunicacions entre Balànsiya i Saraqusta. El 1118 el concili celebrat a Tolosa (Comtat de Tolosa) ofereix els beneficis de croada als que acudeixin a l'ajut de la conquesta de Saragossa. Nombrosos senyors francs (francs i de Bearn) es van concentrar a Ayerbe per conquerir posteriorment Almudévar, Gurrea de Gállego i Zuera i van assetjar a la fi de maig Saragossa. El setge es va completar amb el tall de la séquia de la Romareda, la qual abastava d'aigua la ciutat. La ciutat fou presa el 18 de desembre de 1118. L'ocupació es va efectuar de forma simbòlica amb la presa de possessió de la Azuda, edifici del Govern (que encara avui dia conserva part de les seves restes). Amb aquesta conquesta la va convertir en capital del seu regne. El 1119 va prendre també Tudela.
Durant el seu regnat es va fer anomenar: "Rei i Emperador de Castella, Toledo, Aragó, Pamplona, Sobrarb i Ribargorça". Emperador, emparat en la teoria política que concedeix l'imperi al que domina tres o més regnes. En els 30 anys que va durar el seu regnat va duplicar els límits del Regne d'Aragó.
| «                                                                                                  | Mort lo rei en Pedro succeí aquest don Alfons son germà en los regnes d'Aragó e de Navarra e cridarenlo don Alfonso lo Batallador | » |
| — Croniques de totes les naçions quis poblaren en Espanya e en apres dels Reys d'Arago , Segle XIV | |   |

Vers el 1119 va repoblar Sòria i la seva comarca, però hagué de sortir a la trobada d'un exèrcit almoràvit que tractava de parar l'avanç cristià. Va trobar l'exèrcit i el va vèncer el 1120 a la batalla de Cutanda, amb l'ajut de Guillem de Peitieu. Es va avançar fins als paratges de Monreal del Campo, on es va instal·lar, fundant l'actual poble. Tot seguit va conquistar l'Qalat al-Ayyub, que havia estat seu d'un antic emirat del mateix nom conquerit pels almoràvits; També va conquerir les valls del Xaló i Jiloca i va prendre Tarassona, Bubierca, Alhama d'Aragó, Ariza i Daroca.
El 1122 va fundar a Belchite una confraria militar per lluitar contra els musulmans i els seus confrares reberen grans privilegis i indulgències. Fou el pionera dels Ordes militars a Aragó.
També l'Emirat de Làrida havia caigut en poder dels almoràvits i restà en mans de successius governadors saharians, i el 1120 Ramon Berenguer III va apoderar-se del Castell de Corbins pel pacte amb el valí almoràvit Abu-Hilal a canvi d'evitar la caiguda de Làrida en mans aragoneses i bloquejar el seu l'avanç cap al Mediterrani, car avançaven a l'Aragó i conquerien Saraqusta el 1118. Alfons el Bataller, que aspirava a conquerir l'emirat, es va enutjar i va posar setge a la ciutat el maig de 1122.. Alfons i Ramon Berenguer van pactar en juny de 1123 que cap dels dos conqueriria la ciutat, compromís que fou renovat el 1126 després de la derrota d'Alfons el Bataller contra els almoràvits a la batalla de Corbins.
El 1126 Va portar a terme una incursió militar contra el Regne de Granada amb l'objectiu d'implantar un principat cristià, i contra Qurtuba, campanya de la qual es va emportar més de 10.000 mossàrabs i un gran botí.
El 1133 va conquerir Mequinensa i tot seguit es va dirigir a Fraga per assetjar-la altre cop. Allí, però, fou vençut pels almoràvits i ferit de gravetat.

## Núpcies i relacions amb Castella
Es va casar la tardor de 1109 al castell de Muñó, prop de Burgos, amb la reina Urraca I de Castella, única filla d'Alfons VI de Castella i Lleó, que havia quedat vídua de Ramon de Borgonya. El matrimoni fou projectat per Alfons VI, que no va poder assistir a les núpcies, ja que va morir el juny d'aquell any a Toledo. L'objectiu de l'enllaç era unir les forces dels dos regnes per contenir l'avanç dels almoràvits.
Urraca tenia un fill del seu anterior matrimoni: l'infant Alfons, futur Alfons VII de Castella. En les capitulacions matrimonials es pactà que Alfons el Bataller actuaria com a rei de Castella i que, en cas de tenir un fill, aquest rebria els regnes dels seus pares. Urraca es va oposar a aquesta clàusula, atès que en sortia mal parat el seu fill primogènit. El fort caràcter d'Alfons I, la seva falta de mà esquerra en la política i el xoc amb el caràcter de la seva dona, la qual fou reclosa diverses vegades a les masmorres del Palau reial, va comportar el fracàs del matrimoni.
Com era habitual en aquells anys, els alts clergues oposats al matrimoni d'Alfons I i Urraca de Castella, van pressionar el Papa Pasqual II. Aquest s'hi va reunir a Lleó l'octubre de 1114, en la qual va dictaminar que no estaven permesos els matrimonis consanguinis, i ambdós eren besnets de Sanç III de Navarra. Pel fet de ser cosins segons, Pasqual II va anul·lar el matrimoni i els amenaçà amb l'excomunió si no acataven l'ordre. Alfons I, de fortes creences religioses, repudià llavors Urraca de Castella però continuà fent servir el títol de rei de Castella.

## Testament
Va morir el 7 de setembre de 1134 a conseqüència de les ferides rebudes durant el combat del Setge de Fraga, en el llogaret d'Alumniente, sent sepultat en l'abadia de Montearagón, prop d'Osca.
El 1131, durant el setge de Baiona, havia fet testament en favor de l'Orde del Temple, d'l'Hospital i del Sant Sepulcre:
| «                                                | En nom del bé més gran i incomparable que és Déu. Jo Alfons, rei d'Aragó, de Pamplona […] pensant en la meva sort i refexionant que la naturalesa fa mortals tots els homes, em vaig proposar, mentre tingués vida i salut, distribuir el regne que Déu em va concedir i les meves possessions i rendes de la manera més convenient per a després de la meva existència. Per tant, tement el judici diví, per a la salvació de la meva ànima i també la del meu pare i la meva mare i la de tots els meus familiars, faig testament a Déu, a Nostre Senyor Jesucrist i a tots els seus sants. I amb bon ànim i espontània voluntat oferesc a Déu, a la Verge Maria de Pamplona i a San Salvador de Leyre, el castell d'Estella amb tota la vila [...], don a Santa María de Najera i a San Millán [...], don també a Sant Jaume de Galícia [...], don també a Sant Joan de la Penya […] i també per a després de la meva mort deix com a hereu i successor meu al Sepulcre del Senyor que és a Jerusalem […] tot això ho faig per a la salvació de l'ànima del meu pare i de la meva mare i la remissió de tots els meus pecats i per merèixer un lloc en la vida eterna... | » |
| — Alfons I d'Aragó i Pamplona, Testament de 1131 | |   |

Davant el disgust dels nobles aragonesos com a resultat del testament, aquests es van reunir a Jaca i van arribar a l'acord que al Regne d'Aragó el succeís el seu germà petit Ramir II el Monjo. Per la seva part, els navarresos van aprofitar la situació per recuperar la seva independència escollint Garcia V Ramires el Restaurador, besnet de Garcia IV Sanxes III de Navarra, com a rei. Se separaven les corones de Navarra i Aragó després de 50 anys, i quedaven fixades les fronteres definitives entre Navarra i Aragó.

## Títols i successors
- A 1105: Ego Adefonsus Sangiz gracia Dei Rex Aragonum do tibi Gincha de Eisquayn et filios tuos Blasco Cic et Petro[8]
- A 1105: Ego Adefonsus Sangiz, Dei gratia Aragonensium uel Pampilonensium rex[9]

- A gener del 1119: Ego, Adefonsus, Dei gratia rex[10]
- A maig del 1122: Ego, Adefonsus Dei gratia imperator[11]
- A 26 de desembre del 1126: ego Alfons Sangiz, Dei gratia rex[12]
- A 26 de desembre del 1126: Signum + regis Adefonsi[13]
- A 4 de setembre del 1130: Ego, Aldefonsus, Dei gratia rex Aragonum, imperator[14]
- A 1130: Ego Adefonssus Sanxez, Aragonensium vel Pampilonensium rex[15]
- A octubre del 1131: Ego Adefonsus, aragonensium et pampilonensium sive ripacorcensium rex[16]

| Alfons el Bataller Casa d'Aragó del Llinatge de Pamplona Naixement: 1073 Mort: 7 de setembre del 1134 | | |
| Títols                                                                                                | | |
| Precedit per: Pere I d'Aragó i Pamplona (germà)                                                       | Rei dels Aragonesos i dels Pamplonesos (Llista de reis d'Aragó) Regne d'Aragó, Regne de Pamplona, Comtat de Ribagorça, Comtat de Sobrarb (1104–1134) | Succeït per: El Testament d'Alfons I d'Aragó i Pamplona (1131) proclama successores legítimes les Ordes militars |
| Precedit per: Pere I d'Aragó i Pamplona (germà)                                                       | Rei dels Aragonesos i dels Pamplonesos (Llista de reis d'Aragó) Regne d'Aragó, Regne de Pamplona, Comtat de Ribagorça, Comtat de Sobrarb (1104–1134) | Succeït per: La noblesa aragonesa proclama successor el seu germà Ramir Sanxes II d'Aragó                        |
| Precedit per: Pere I d'Aragó i Pamplona (germà)                                                       | Rei dels Aragonesos i dels Pamplonesos (Llista de reis d'Aragó) Regne d'Aragó, Regne de Pamplona, Comtat de Ribagorça, Comtat de Sobrarb (1104–1134) | Succeït per: La noblesa navarresa proclama successor el seu parent Garcia Ramires de Pamplona                    |
| Precedit per: Alfons VI de Lleó (sogre)                                                               | Rei consort de Castella (Llista de reis de Castella) (1109–1114)                                                                                     | Succeït per: Urraca I de Castella (muller)                                                                       |